# Qausuittuq-Nationalpark
|                        | Jan   | Feb   | Mär   | Apr   | Mai   | Jun  | Jul  | Aug  | Sep  | Okt   | Nov   | Dez   |   |       |
| Mittl. Temperatur (°C) | −32,4 | −33,1 | −30,7 | −22,8 | −10,9 | −0,1 | 4,3  | 1,5  | −4,7 | −14,9 | −23,6 | −29,2 | ⌀ | −16,3 |
| Mittl. Tagesmax. (°C)  | −28,8 | −29,7 | −27,2 | −19,1 | −7,7  | 2,2  | 7,1  | 3,8  | −2,5 | −11,8 | −20,2 | −25,6 | ⌀ | −13,2 |
| Mittl. Tagesmin. (°C)  | −35,9 | −36,7 | −34,2 | −26,5 | −14,0 | −2,5 | 1,4  | −0,8 | −6,9 | −18,0 | −27,0 | −32,7 | ⌀ | −19,4 |
|                        |       |       |       |       |       |      |      |      |      |       |       |       |   |       |
| Niederschlag (mm)      | 4,3   | 3,4   | 6,5   | 6,1   | 9,5   | 14,7 | 20,2 | 34,3 | 25,0 | 13,8  | 7,6   | 5,5   | Σ | 150,9 |

| −35,9 |

| −36,7 |

| −34,2 |

| −26,5 |

| −14,0 |

| −2,5 |

| 1,4 |

| −0,8 |

| −6,9 |

| −18,0 |

| −27,0 |

| −32,7 |

| −35,9 |

| −36,7 |

| −34,2 |

| −26,5 |

| −14,0 |

| −2,5 |

| 1,4 |

| −0,8 |

| −6,9 |

| −18,0 |

| −27,0 |

| −32,7 |

Der Qausuittuq-Nationalpark (ausgesprochen: Qow-soo-ee-tooq, englisch Qausuittuq National Park of Canada; französisch Parc national du Canada Qausuittuq) ist ein kanadischer Nationalpark im Territorium Nunavut. Der Park liegt im nördlichen Teil vom Bathurst Island, im kanadisch-arktischem Archipel. Der Park umfasst daneben noch weitere Gebiete, zu denen die nahegelegenen Inseln Vanier Island, Massey Island sowie Alexander Island und anderen kleinen Inseln gehören. Der im Jahr 2015 gegründete Park umfasst eine Fläche von etwas mehr als 11.000 km². In seiner unmittelbaren Nähe, auf Bathurst Island, findet sich als weiteres Schutzgebiet das Polar Bear Pass National Wildlife Area. Qausuittuq bedeutet in Inuktitut „Platz, wo die Sonne nicht aufgeht“.
In der Region herrscht gemäß der Einteilung nach der Klimaklassifikation nach Köppen und Geiger ein Tundrenklima (ET). Damit liegt der Park in einer der kältesten und trockensten Regionen der Welt, mit Temperaturen von durchschnittlich minus 33 Grad Celsius im Februar und nur vier Grad Celsius im Juli. Dabei beträgt der durchschnittliche Jahresniederschlag etwa 150 mm. Dieses strenge Klima führt zu einer nur spärlichen Vegetation. Flecken von Seggen, Gräser, Flechten und Moosen bieten dabei die Nahrungsquelle für Wildtiere. Zu den im Park lebenden Wildtieren gehören auch die als stark bedroht eingestuften Peary-Karibus, eine wegen ihres rein weißen Fells bekannte Rentierart.
Bei dem Park handelt es sich um ein Schutzgebiet der IUCN-Kategorie II (Nationalpark).